# Querbandhechtling
Der Querbandhechtling (Epiplatys dageti dageti) ist ein westafrikanischer Vertreter der Killifische und gehört gemeinsam mit dem Monrovia-Hechtling (Epiplatys dageti monroviae) zur Art Epiplatys dageti. Er wird als Aquarienfisch gehalten, die Ersteinführung nach Deutschland erfolgte 1908.

## Vorkommen
Die Art kommt in Westafrika im Gebiet der Elfenbeinküste, Liberia und dem westlichen Ghana vor und besiedelt dort hauptsächlich sumpfartige Biotope mit sandigem oder schlammigem Grund und starkem Pflanzenwuchs.

## Erscheinung
Die Fische weisen die für alle Epiplatys-Arten typische hechtähnliche Gestalt mit oberständigem Maul und gerader Kopf-Rücken-Linie auf. Die männlichen Tieren erreichen in Gefangenschaft eine Gesamtlänge von bis zu sechs Zentimeter, Weibchen bleiben etwas kleiner. Die Grundfärbung ist braun-rot, variiert jedoch je nach Habitat, wobei die Männchen kontrastreicher gefärbt sind und im Bereich der Flossen auch gelbe Farbanteile aufweisen können. Arttypisch sind sechs dunkle Querbinden zwischen Kiemendeckel und Schwanzstiel.
Die Afterflosse der männlichen Tiere ist spitz ausgezogen, bei den weiblichen Tieren rund. Die Schwanzflosse ist länglich-oval.

## Lebensweise
Der Querbandhechtling ist wie alle Vertreter der Gattung Epiplatys ein oberflächennah lebender Lauerjäger, der sich vor allem von Insekten, kleineren Wirbellosen und Fischlarven ernährt. Die in der Deckung von Wasserpflanzen stehenden Fische erbeuten ihre Nahrung durch plötzliches Vorstoßen und gelegentlich auch im Sprung.

## Fortpflanzung
Die Fische laichen paarweise. Dabei werden im Verlauf mehrerer Tage bis zu 200 Eier einzeln an Wurzelfasern oder Blätter von Wasserpflanzen angeheftet. Eine Brutpflege findet nicht statt, die Jungfische schlüpfen nach acht bis zehn Tagen.